# Andrée Dalcourt-Gauvin
Pour les articles homonymes, voir Gauvin.
Andrée Dalcourt-Gauvin est née à Louiseville au Québec en 1938 et morte à Montréal le 29 juin 2016. 
Infirmière depuis 1960, elle est bénévole a l’Unité des soins palliatifs de l’Hôpital Royal Victoria. Elle est par la suite cofondatrice de l'Unité des soins palliatifs de l'hôpital Notre-Dame de Montréal, première unité francophone de soins palliatifs du monde. Elle a coordonné l’équipe de bénévoles de cette unité, de 1979 à 2004.
Le rayonnement que connaît l'Unité des soins palliatifs de l'hôpital Notre-Dame permet à Andrée Dalcourt-Gauvin d'aider à mettre sur pied, en tant que consultante, de nombreux centres semblables dans tout le Québec et en Europe, notamment à Paris, à Genève et à Bruxelles. Elle a œuvré tant pour leur organisation que pour la formation des professionnels de la santé et des bénévoles. Elle a organisé de nombreux colloques, conférences et séances de formation.

## Publications
- L’accompagnement au soir de la vie : Le rôle des proches et des bénévoles auprès du malade (avec Roger Régnier), Les Éditions de l'Homme, 1992  (ISBN 978-2761919487)
- Vouloir vivre : Les luttes et les espoirs des malades (avec Roger Régnier), éditions Le Jour, 1994

## Honneurs
- 1995 :  Chevalier de la Légion d'honneur de France
- 1995 : Nommée Personnalité de la Semaine par le journal La Presse (Québec)
- 1995 : Maclean's Honor Roll 1995 (Toronto)
- 1996 : Magazine l'Actualité "Les grands de 1995"
- 1997 : Membre de l’Ordre du Canada
- 2003 : "Prix d'Excellence 2003 en soins palliatifs au Canada" décerné par l'Association canadienne des soins palliatifs
- 2005 :  Chevalier de l'Ordre national du Québec

## Sources
- Site de l'Ordre national du Québec
- Site de l'Ordre du Canada